# Rijksmonument

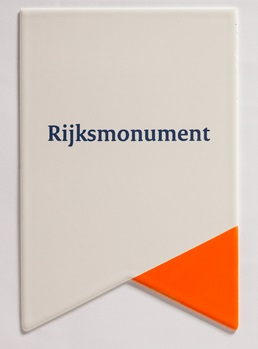
Monumentenschildje voor rijksmonumenten, geïntroduceerd in 2014

Een rijksmonument is in Nederland een zaak (een bouwwerk of object, of het restant daarvan) die van algemeen belang is wegens de schoonheid, de betekenis voor de wetenschap of de cultuurhistorische waarde. Een formeel juistere aanduiding is: 'beschermd monument als bedoeld in de Erfgoedwet'.
Tot 2012 moest een monument 50 jaar of langer geleden zijn vervaardigd om in het kader van de Monumentenwet voor bescherming in aanmerking te komen. Per 1 januari 2012 is dit criterium vervallen. Gemeenten en provincies beschermen vaak ook monumenten (die dan worden aangeduid als gemeentelijke en provinciale monumenten).
Eind februari 2015 had Nederland 61.822 gebouwde rijksmonumenten (inschrijvingen, per 31 december 2011 circa 52.000 objecten) met de status rijksmonument, waarvan circa 1500 archeologische rijksmonumenten. Sinds 2007 ligt de nadruk bij nieuwe toekenningen op de wederopbouwperiode.

## Inschrijving in het register
Rijksmonumenten worden aangewezen door de minister van Onderwijs, Cultuur en Wetenschap. De rijksmonumenten zijn ingeschreven in het Monumentenregister (Vroeger artikel 1 Monumentenwet 1988, sinds 2015 artikel 3.3 van de Erfgoedwet), dat geautomatiseerd is te vinden in Monumentenregistratiesysteem (MRS), beheerd door de Rijksdienst voor het Cultureel Erfgoed. De informatie in het register is publiekelijk toegankelijk via het Monumentenregister online. De bescherming is altijd aangetekend in de openbare registers van het Kadaster en moet bij verkoop door de verkoper aan de koper worden gemeld. In 2000 werd het project Actualisering Monumentenregister gestart, om het landelijke register bij te werken en betrouwbaarder en toegankelijker te maken.

## Rechten en plichten van de bescherming
Rechtsgevolg van de bescherming is onder andere dat voor wijzigingen van het monument (zowel binnen als buiten en ook bij zaken als gevelreiniging of het wijzigen van het kleurbeeld) een omgevingsvergunning van het college van burgemeester en wethouders nodig is. In de meeste gevallen zal er eerst voordat er een besluit tot wijziging komen advies gevraagd worden aan  de Gemeentelijke adviescommissie, wat verplicht is gesteld in de Omgevingswet. Dit vereiste van een vergunning geldt overigens ook voor vrijwel alle gemeentelijke en provinciale monumenten.
Voor het onderhoud van rijksmonumenten bestaan fiscale faciliteiten. De overdrachtsbelasting bij aankoop van een rijksmonument door particuliere kopers werd in de periode vanaf 1 mei tot en met 31 december 2009 tijdelijk afgeschaft na een uitspraak van het gerechtshof in Den Haag. Zie ook: Regeling rijkssubsidiëring instandhouding monumenten.

## Schildje

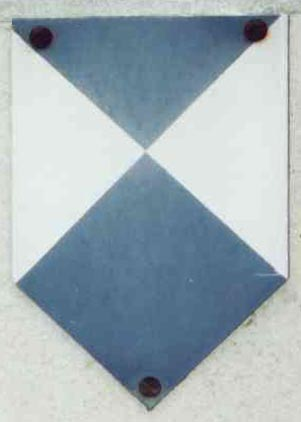
Het blauw-witte schildje behorend bij de Haagse Conventie

### Blauw-wit schildje
Sommige (lang niet alle) rijksmonumenten zijn voorzien van een blauw-wit schildje. Dat schildje is in het leven geroepen tijdens de Haagse Conventie van 1954 en duidt een pand aan dat in oorlogstijd beschermd moet worden en kan dus ook voorkomen op moderne panden zoals belangrijke archieven, bibliotheken en musea.
De herkenbaarheid van de objecten door dit schildje moet leiden tot eerbiediging van het erfgoed door strijdende partijen tijdens gevechtshandelingen. Het is een internationaal herkenningsteken, dat reeds in vredestijd kan worden aangebracht op bepaalde rijksmonumenten, en waarvan uiterlijk, vorm en gebruik zijn vastgelegd in 1954.

### Rijks- en gemeentelijke schildjes
In 2010 begon de Rijksdienst voor het Cultureel Erfgoed met plannen voor het introduceren van een apart, afwijkend, schildje voor monumenten die geen blauw-wit schildje mogen dragen. Op 11 september 2014 werd dit nieuwe schildje door de ANWB gepubliceerd, dat beschikbaar is voor gemeentelijke, provinciale en rijksmonumenten. Het eerste monument dat dit nieuwe schildje kreeg was de Ridderzaal in Den Haag.
Een groot aantal gemeenten in Nederland heeft een eigen schildje op de rijks- en gemeentelijke monumenten. Zo heeft Nijmegen een monumentenschildje in de stadskleuren rood en zwart. Op het schildje van een rijksmonument in Nijmegen staat een goudgele Nederlandse leeuw in de onderste punt van het schildje. Een gemeentelijk monument heeft in de onderste punt een witte dubbelkoppige adelaar met in het midden een dubbelstaartige leeuw uit het wapen van Nijmegen.

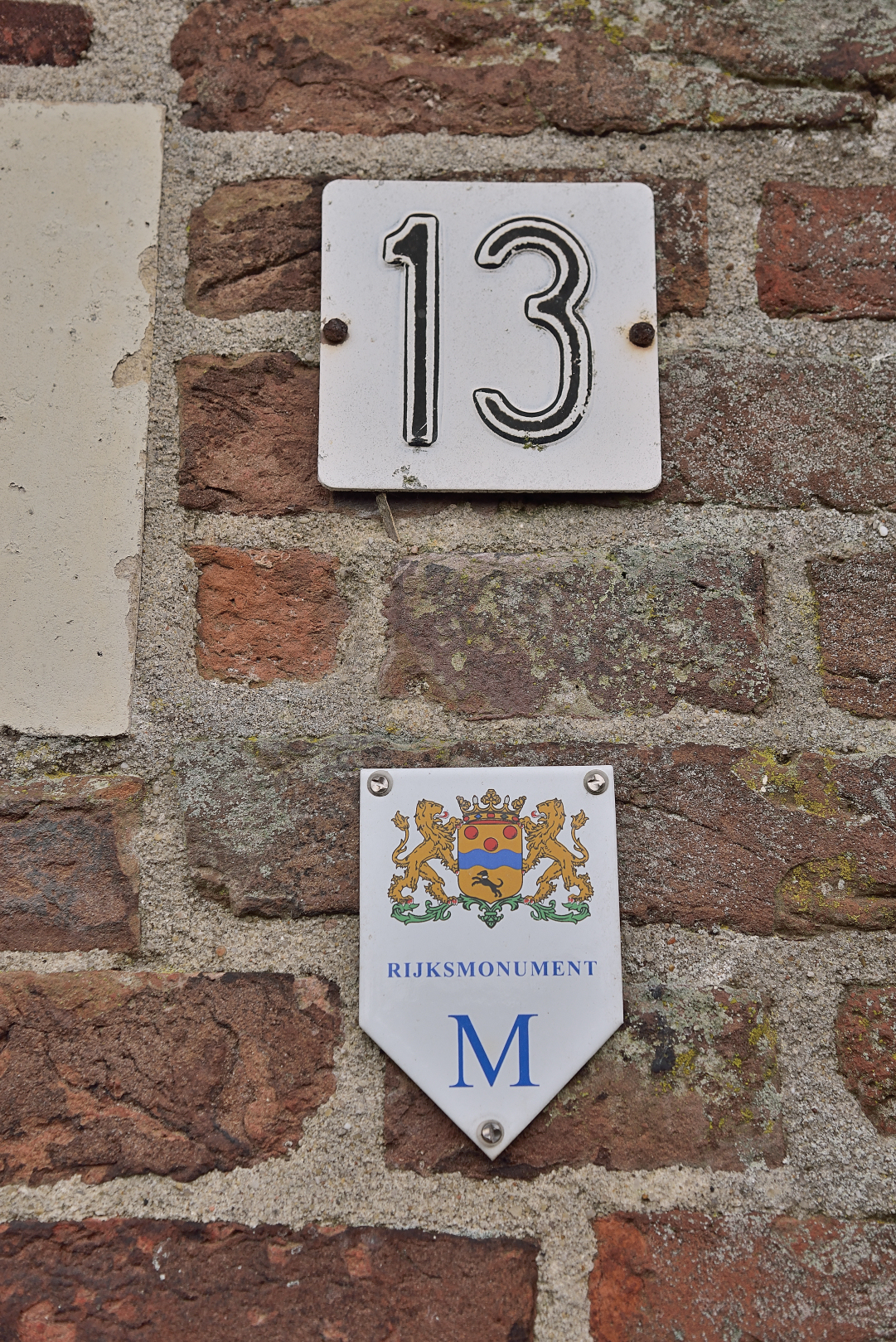
Rijksmonumentenschildje op molen De Ster in Geesteren
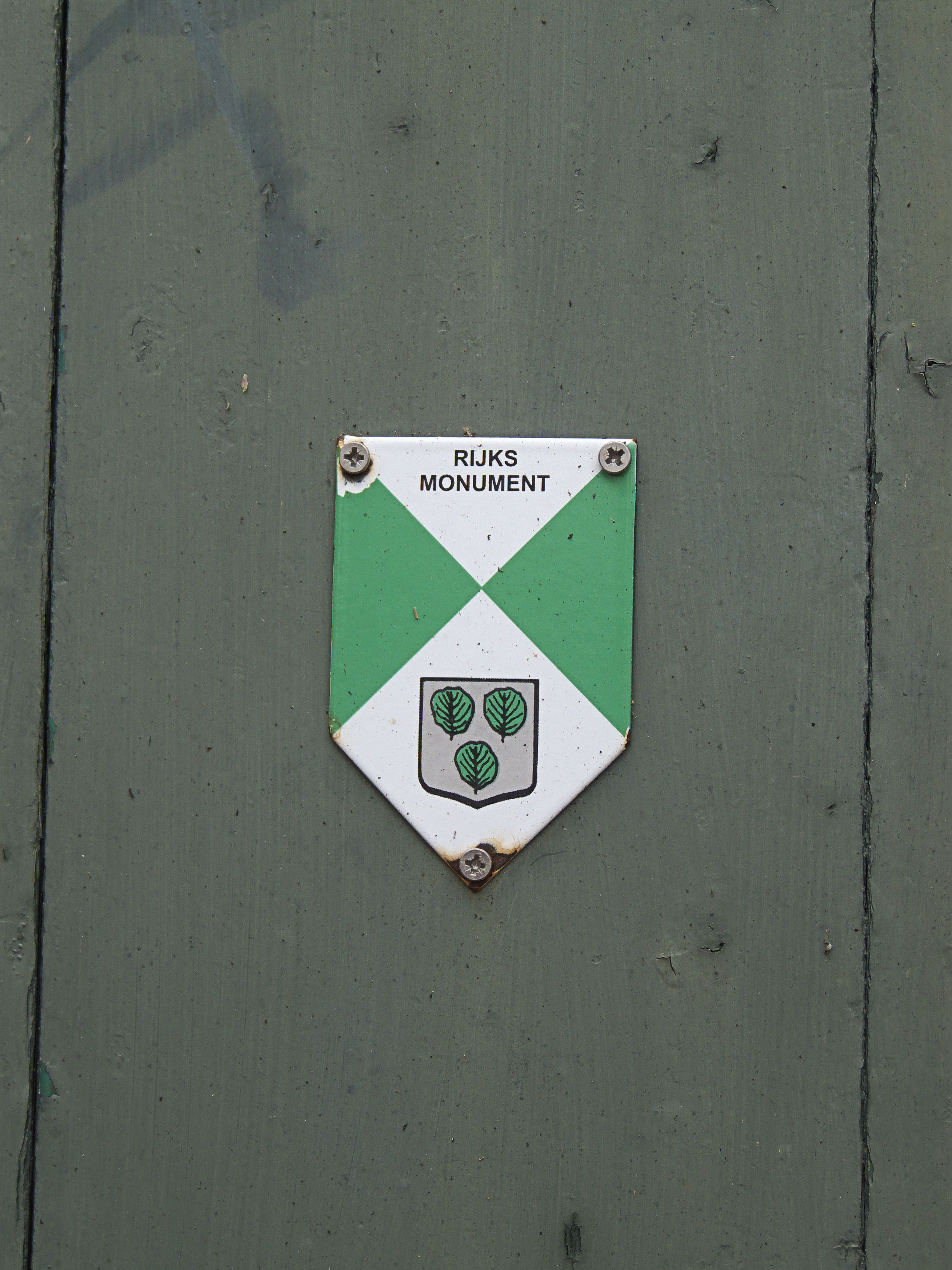
Monumentschildje op de rijksmonumentale molen De Hoop in Oldebroek
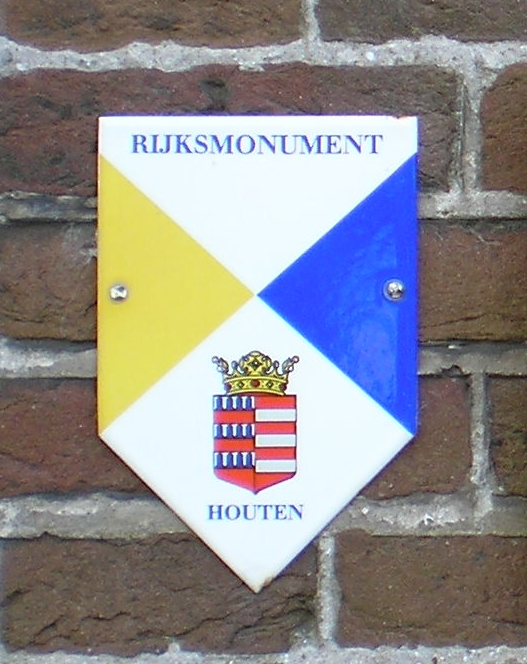
Monumentschildje voor een rijksmonument in de gemeente Houten.
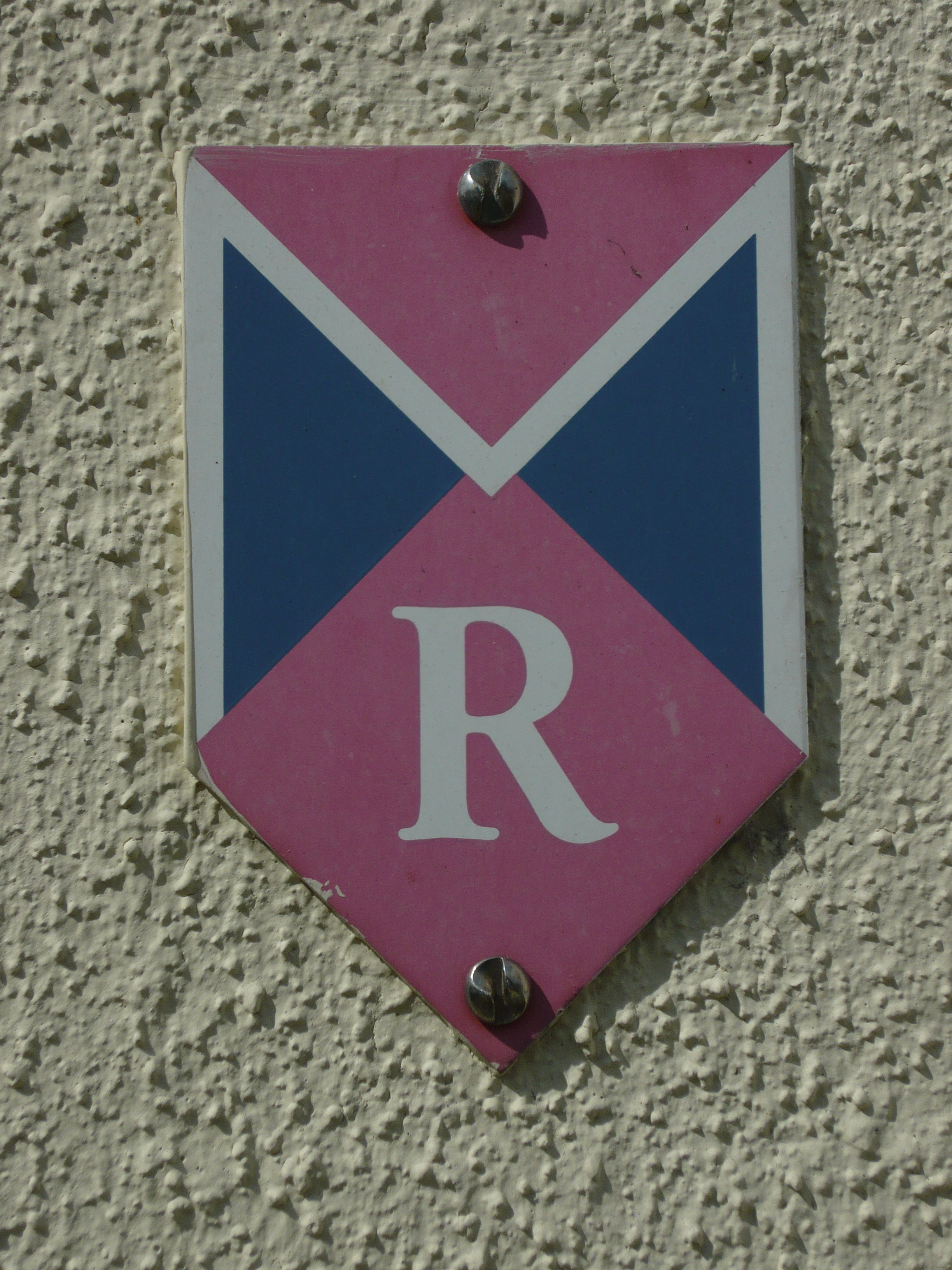
Monumentschildje voor een rijksmonument in Maarssen
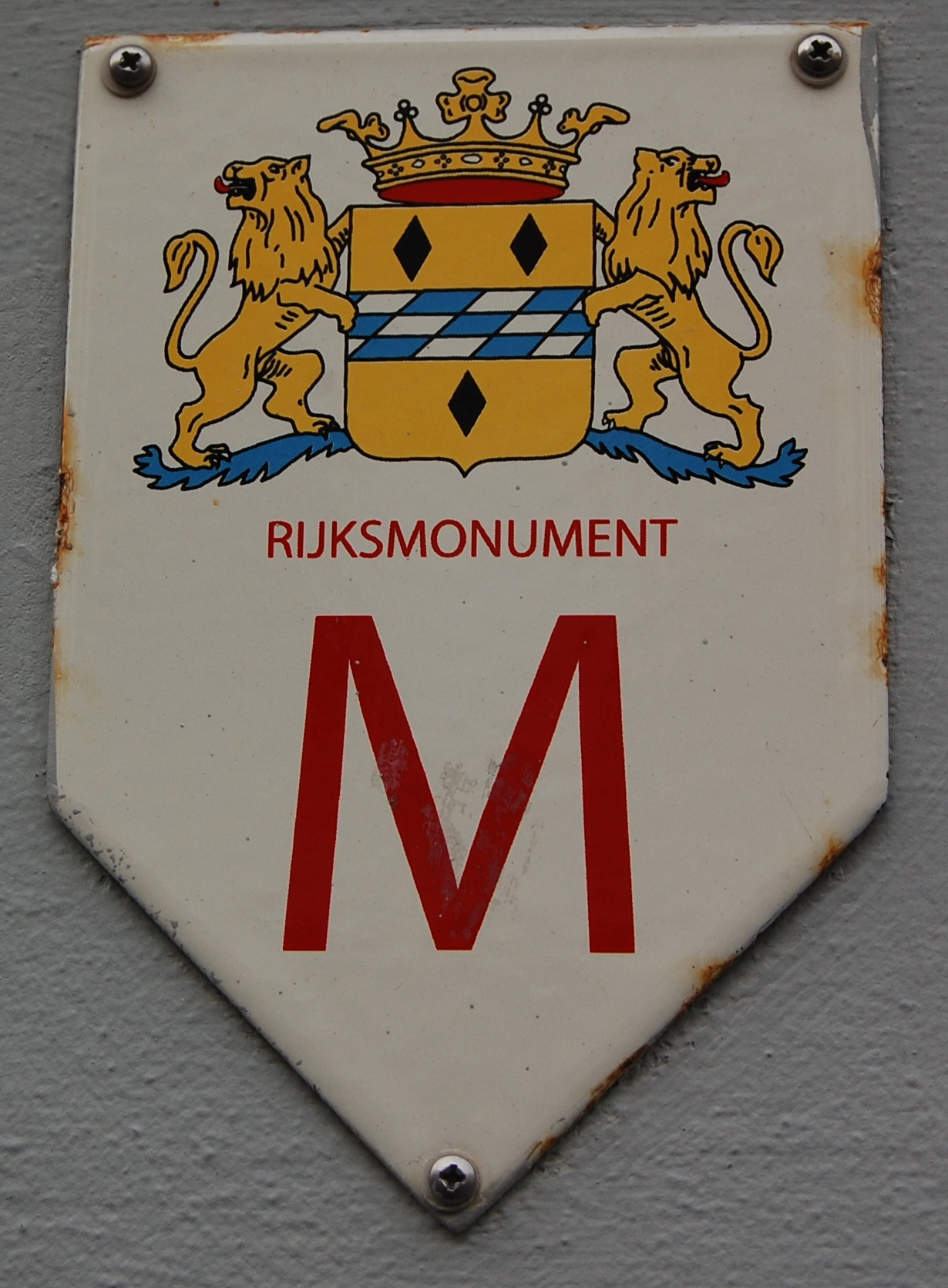
Monumentschildje voor een rijksmonument in de gemeente Woerden
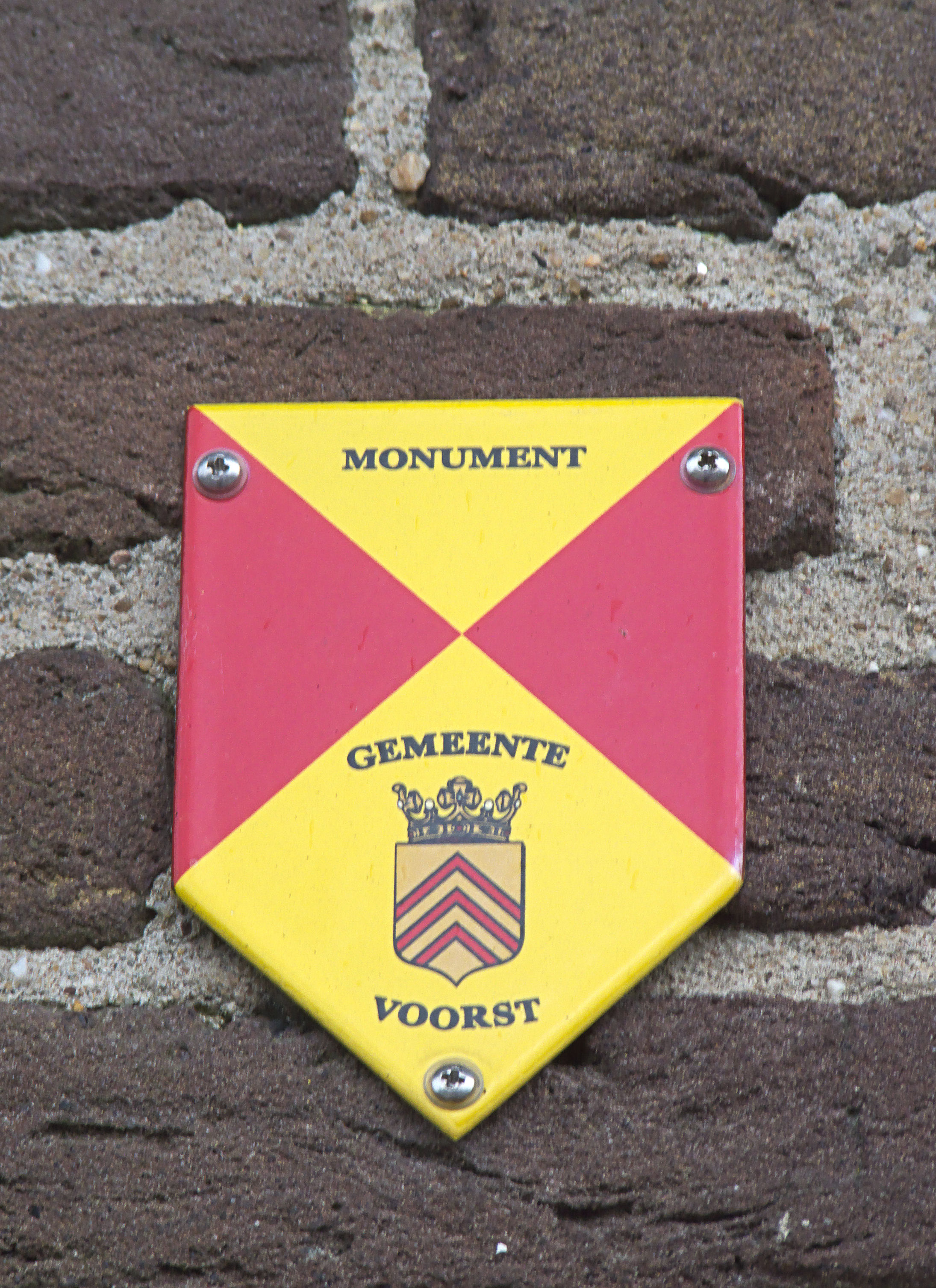
Monumentschildje op de rijksmonumentale Wilpermolen in Voorst.
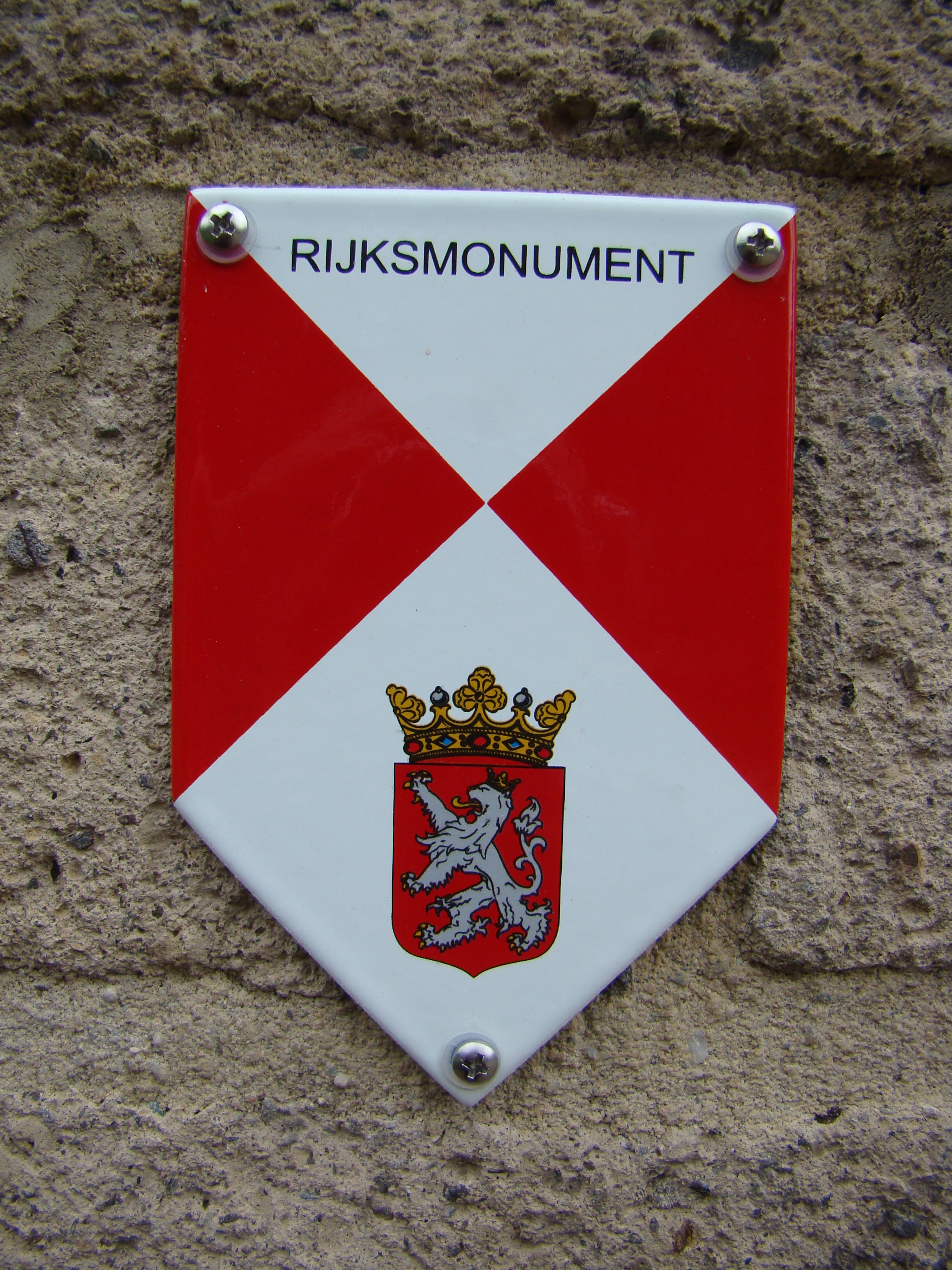
Monumentschildje voor een rijksmonument in de gemeente Bronckhorst

## Tijdelijke beleidsregel aanwijzing beschermde monumenten
Op 1 juli 2007 ging een tijdelijke beleidsregel van kracht (Tijdelijke beleidsregel aanwijzing beschermde monumenten 2007) in opdracht van de minister van Onderwijs, Cultuur en Wetenschap, Ronald Plasterk, waarin de aanwijzing van rijksmonumenten tot 1 januari 2009 werd opgeschort voor zaken gebouwd voor 1940. Alleen bij hoge uitzondering worden beschermde rijksmonumenten aangewezen, alleen wanneer de zaak behoort tot de ongeveer 100 meest waardevolle monumenten die zijn gebouwd in de periode 1940 tot en met 1958 (de z.g. wederopbouwarchitectuur). Deze lijst werd in de herfst van 2007 gepubliceerd, zie: Top 100 Nederlandse monumenten 1940-1958. Een groot aantal bouwwerken op die lijst is nadien inderdaad aangewezen als rijksmonument, enkele werden afgewezen. De minister koos voor deze beleidsregel omdat hij snel met de modernisering van de monumentenzorg wilde beginnen.
Een vergelijkbare maatregel gold voor de periode juli 2006 tot juli 2007.

## Kritiek op monumentenbeleid
Op de aanwijzing tot (rijks)monument bestaat kritiek vanuit professionele hoek. Aanwijzingsargumentaties zouden soms onder andere ernstig tekortschieten en voorzien zijn van gefantaseerde "feiten". Daarnaast zou door te ruimhartige toekenning te weinig restauratiegeld voor zeer belangrijke bouwwerken overblijven en zouden de gejuridiseerde procedures in het voordeel zijn van belangengroepen met kennis van zaken.
In bredere zin wordt onder meer gesproken over behoudzucht. Particulieren en ondernemingen kunnen/konden tevens monumentenzorg als een hindermacht ervaren als ze gehinderd blijken/bleken te worden in hun bouwplannen. Tevens is de vraag of er verschillen zijn in het toezicht en het handhaven tussen monumenten in handen van de overheid en die van particulieren.

## Lijsten van rijksmonumenten per provincie
De lijsten bevatten een onderverdeling van de rijksmonumenten per gemeente in de betreffende provincie.
- Rijksmonumenten in Drenthe
- Rijksmonumenten in Flevoland
- Rijksmonumenten in Friesland
- Rijksmonumenten in Gelderland
- Rijksmonumenten in Groningen
- Rijksmonumenten in Limburg
- Rijksmonumenten in Noord-Brabant
- Rijksmonumenten in Noord-Holland
- Rijksmonumenten in Overijssel
- Rijksmonumenten in Utrecht
- Rijksmonumenten in Zeeland
- Rijksmonumenten in Zuid-Holland

## Gemeenten met de meeste rijksmonumenten
Een overzicht van de 25 gemeenten met de meeste inschrijvingen in het rijksmonumentenregister; stand van zaken 15 oktober 2024. Het aantal objecten kan afwijken, omdat enerzijds ook onderdelen van een object een aparte inschrijving kunnen hebben, en anderzijds meerdere panden/adressen soms onder één inschrijving kunnen vallen.
| #   | Gemeente           | Inschrijvingen | Lijst                                           |
| --- | ------------------ | -------------- | ----------------------------------------------- |
| 1.  | Amsterdam          | 7684           | Lijst van monumenten in Amsterdam               |
| 2.  | Maastricht         | 1674           | Lijst van rijksmonumenten in Maastricht         |
| 3.  | Utrecht            | 1593           | Lijst van rijksmonumenten in Utrecht            |
| 4.  | Leiden             | 1243           | Lijst van rijksmonumenten in Leiden             |
| 5.  | Haarlem            | 1176           | Lijst van rijksmonumenten in Haarlem            |
| 6.  | Den Haag           | 1164           | Lijst van rijksmonumenten in Den Haag           |
| 7.  | Middelburg         | 1156           | Lijst van rijksmonumenten in Middelburg         |
| 8.  | Dordrecht          | 879            | Lijst van rijksmonumenten in Dordrecht          |
| 9.  | Groningen          | 844            | Lijst van rijksmonumenten in Groningen          |
| 10. | Schouwen-Duiveland | 823            | Lijst van rijksmonumenten in Schouwen-Duiveland |
| 11. | Leeuwarden         | 822            | Lijst van rijksmonumenten in Leeuwarden         |
| 12. | Stichtse Vecht     | 795            | Lijst van rijksmonumenten in Stichtse Vecht     |
| 13. | Súdwest-Fryslân    | 734            | Lijst van rijksmonumenten in Súdwest-Fryslân    |
| 14. | Delft              | 696            | Lijst van rijksmonumenten in Delft              |
| 15. | Rotterdam          | 617            | Lijst van rijksmonumenten in Rotterdam          |
| 16. | Deventer           | 585            | Lijst van rijksmonumenten in Deventer           |
| 17. | Alkmaar            | 576            | Lijst van rijksmonumenten in Alkmaar            |
| 18. | Arnhem             | 565            | Lijst van rijksmonumenten in Arnhem             |
| 19. | Het Hogeland       | 563            | Lijst van rijksmonumenten in Het Hogeland       |
| 20. | Breda              | 546            | Lijst van rijksmonumenten in Breda              |
| 21. | 's-Hertogenbosch   | 543            | Lijst van rijksmonumenten in Den Bosch          |
| 23. | Kampen             | 531            | Lijst van rijksmonumenten in Kampen             |
| 22. | Harlingen          | 529            | Lijst van rijksmonumenten in Harlingen          |
| 24. | Noardeast-Fryslân  | 505            | Lijst van rijksmonumenten in Noardeast-Fryslân  |
| 25. | Waadhoeke          | 503            | Lijst van rijksmonumenten in Waadhoeke          |

## Steden met de meeste rijksmonumenten
(De aantallen zijn vanzelfsprekend lager dan van de betreffende gemeenten)
| #   | Stad             | Inschrijvingen |
| --- | ---------------- | -------------- |
| 1.  | Amsterdam        | 7356           |
| 2.  | Maastricht       | 1653           |
| 3.  | Utrecht          | 1506           |
| 4.  | Leiden           | 1243           |
| 5.  | Haarlem          | 1142           |
| 6.  | Den Haag         | 1165           |
| 7.  | Middelburg       | 1139           |
| 8.  | Dordrecht        | 879            |
| 9.  | Delft            | 696            |
| 10. | Groningen        | 686            |
| 11. | Rotterdam        | 599            |
| 12. | Leeuwarden       | 610            |
| 13. | Zierikzee        | 557            |
| 14. | Arnhem           | 565            |
| 15. | Deventer         | 543            |
| 16. | 's-Hertogenbosch | 519            |
| 17. | Harlingen        | 513            |
| 18. | Kampen           | 508            |
| 19. | Zwolle           | 481            |
| 20. | Breda            | 477            |
| 21. | Amersfoort       | 451            |
| 22. | Alkmaar          | 380            |
| 23. | Zutphen          | 394            |
| 24. | Hoorn            | 368            |
| 25. | Brielle          | 364            |
| 26. | Enkhuizen        | 361            |
| 27. | Gouda            | 354            |
| 28. | Wassenaar        | 338            |
| 29. | Bergen op Zoom   | 304            |
| 30. | Vlissingen       | 293            |

Actualiteit van deze gegevens: 15 oktober 2024
Steden met de meeste rijksmonumenten in de binnenstad zijn: 
| #   | Stad       | Inschrijvingen binnenstad | Toelichting                                                                                            |
| --- | ---------- | ------------------------- | --- |
| 1.  | Amsterdam  | 6.280                     | Het stadsdeel Centrum; grofweg het gebied tussen de Singelgracht en het IJ                             |
| 2.  | Maastricht | 1.488                     | De wijk Binnenstad; grofweg het gebied binnen de singels                                               |
| 3.  | Leiden     | 1.176                     | De districten Binnenstad-Noord en Binnenstad-Zuid                                                      |
| 4.  | Utrecht    | 1.127                     | De wijk Binnenstad; bestaande uit het gebied binnen de grachten plus enkele aangrenzende buurten       |
| 5.  | Middelburg | 1.099                     | De buurt Binnenstad                                                                                    |
| 6.  | Haarlem    | 931                       | De wijk Centrum; bestaande uit het gebied tussen de singels en het Spaarne, plus de Spaarnwouderbuurt. |
| 7.  | Dordrecht  | 820 (circa)               | De wijk Binnenstad                                                                                     |
| 8.  | Delft      | 640 (circa)               | De wijk Binnenstad                                                                                     |
| 9.  | Zierikzee  | 560 (circa)               | Het gebied binnen de grachten rond de voormalige stadsmuur                                             |
| 10. | Groningen  | 398                       | Het deel van de wijk Binnenstad dat ligt binnen de Diepenring                                          |

Actualiteit van deze gegevens: 15 oktober 2024

## Rijksmonumenten waarvan het Rijk eigenaar is
De rijksoverheid heeft sommige rijksmonumenten zelf in eigendom. In 2014 heeft het Rijk 29 monumentencomplexen ondergebracht in de NMO die hiervoor gelijktijdig de Stichting Monumentenbezit heeft opgericht. Oorspronkelijk waren er dit 34, maar 5 zijn er uiteindelijk toch bij het Rijk zelf gebleven.